# Icke-homolog sammanfogning
Icke-homolog sammanfogning (non-homologous end-joining, NHEJ) är den vanligaste reparationsmekanismen för DNA vid dubbelsträngsbrott, när båda DNA-strängarna i en DNA-molekyl har gått av.  Till skillnad från den alternativa mekanismen homolog rekombination kräver inte NHEJ tillgång till en oskadad kopia av DNA-strängarna, utan kan direkt sammanfoga en avbruten DNA-molekyl.  Icke-homolog rekombination används av i stort sett alla levande varelser för att reparera sitt DNA.
Vid dubbelsträngsbrott bryts de två strängarna (3'- respektive 5'-riktning) oftast på lite olika ställen, varvid överhäng skapas. Detta gör det möjligt att söka mikrohomologi - det vill säga mindre basparning i en del av överhänget, som kan användas för att korrekt häfta ihop strängarna igen. 
Själva hophäftningen av DNA sker genom att proteinet KU fäster i vardera DNA-änden, efter att enzymet helikas har separerat de två strängarna en snutt, och drar ihop dem. DNA-proteinkinas (DNA-PK) binder in och fosforylerar nukleaset artemis varvid det börjar arbeta och trimmar de avbrutna DNA-ändarna så att man får "rena" snittytor som går att foga ihop. DNA-PK och artemis lossnar från DNA-molekylen när de har gjort sitt. Enzymet DNA-ligas IV fogar sedan ihop ändarna och slutligen lossnar KU-proteinet.